# Eupanacra micholitzi
Eupanacra micholitzi  es una polilla de la familia Sphingidae. Vuela en Papúa Nueva Guinea.
Es similar a Eupanacra pulchella, excepto algunas diferencias en las líneas de la parte superior de las alas delanteras. El lado inferior de las alas traseras es color naranja pálido. La parte inferior del tórax y el abdomen son blancos y el abdomen tiene una línea mediana amplia y marrón.